# Buss
Buss es un apellido de origen anglosajón, típicamente usado por personas de ascendencia inglesa o alemana. Los orígenes más comunes de Buss son como un nombre para un tonelero o para alguien que vivía o trabajaba cerca de un arbusto. El apellido sigue concentrado en Inglaterra y Alemania, así como en Estados Unidos como consecuencia de la inmigración de los dos países de origen. El nombre aparece en el Libro Domesday de 1086, donde se registran Siward Buss, John Buss y Richard Buss en el sureste de Inglaterra, lo que demuestra que el nombre ha existido de esta forma desde finales del siglo XI, a más tardar. Con una serie de raíces etimológicas y alrededor de mil años de historia en su forma actual, el apellido tiene una serie de variantes y cognados, sobre todo Busse.